# 贵定县站
贵定县站原名昌明站，是贵广客运专线和贵南高速铁路的一个火车站，位于中华人民共和国贵州省黔南州贵定县昌明镇，距离贵定县城35公里，都匀市区26公里，2014年12月26日随贵广客运专线开通而投入运营，该镇的贵定南站距离本站2公里。

## 车站结构
贵定县站站房总建筑面积2999平米，设2个站台，4条股道。

## 附近景区
- 斗篷山景区